# Lago Diexi
El lago Diexí (en chino:叠溪海子, pinyin: Diéxī Hǎizi) es un lago ubicado en Mao, un condado bajo la administración de la ciudad-prefectura de Ngawa Tibetana y Qiang, en la provincia de Sichuan, República Popular China. Sus medidas son: ancho 1 km, longitud 10 km y superficie 3.5 km².

## Formación
El lago se formó luego de un terremoto de magnitud 7.5 en la escala de Richter, en el poblado de Diexí, el 25 de agosto de 1993, que destruyó toda el área incluyendo zonas vecinas y matando a 6000 personas. 
Antes del terremoto el río Min (岷江) fluía sin interrupción. Los deslizamientos de tierra causados por el terremoto bloquearon el caudal del río en varias secciones, creando dos lagos que se comunican entre sí por un arroyo.